# 高橋悦史
高橋 悦史（たかはし えつし、1935年〈昭和10年〉8月2日 - 1996年〈平成8年〉5月19日）は、日本の俳優。

## 来歴・人物
宮大工の息子として大阪府岸和田市宮本町に一人息子として生まれた。幼くして父を亡くし、母の手一つで育てられた。大阪府立岸和田高等学校では野球部に在籍し、甲子園にあと一歩まで迫った。視力の減退で野球は断念した。高校時代に観劇した文学座の芝居に魅せられ、演劇への興味が沸く。大学受験と一緒に俳優座養成所のテストも受けたが不合格。
1954年立教大学文学部英米文学科に入学（野際陽子は同学科の同期であり、大沢啓二は同校の3年先輩。長嶋茂雄と杉浦忠も立教大の同期）。在学中から演劇に関わり、演出も手がける。実家の洋品店から社外株主として給料を貰っていたため、大学時代は遊んで暮らす。1958年大学卒業後、TBSラジオ劇団養成所を経て、NHK俳優養成所に入る。1960年に卒業し、劇団三十人会の創立に参加。NHKでは舞台や脇役俳優や声の吹き替え（飯沢匡脚本『ブーフーウー』の狼役等）の仕事に従事する。この間が短期間の下積み時代。
1964年、本格的に新劇俳優を目指し、念願の文学座付属演劇研究所に入る。同期は小椋佳と結婚した塚原佳穂里など。卒業後、文学座研究生となるとすぐに『友絵の鼓』で主役に抜擢され、初舞台を飾る。1964年、NET『徳川家康』にテレビ初出演。1965年には、吉永小百合主演の日活映画、『私、違っているかしら』に出演し、映画デビューを果たす。
1967年、岡本喜八監督の『日本のいちばん長い日』の青年将校役に抜擢（）され、注目を浴びる。以後、岡本作品に立て続けに出演し、性格俳優として欠くべからざる存在となる。
舞台でも『花の館』で1970年、芸術祭優秀賞を受賞するなど活躍。
テレビ作品では『鳩子の海』『おしん』『鬼平犯科帳』などに出演した。
1994年3月、癌が見つかり夏に入院、翌年には病名を公表し、闘病生活を続けつつ撮影にも臨み、闘病手記と写真も公表した。いったん退院したが、1996年4月に再発し、5月19日に栃木県宇都宮市の栃木県立がんセンターで膵臓癌のため死去した。60歳没。墓所は川崎市春秋苑。

## エピソード
成城に敷地120坪の豪邸に住み、新劇界でも3本の指に入る資産家と言われたが、これは岸和田の実家の洋品店が高額で売れたためであった。

## 著書・回想
- 『生と死の隣合わせに』 近代映画社、1996年4月 - 再発直前に刊行。
- 『ゆびきりげんまん ガンで逝った夫と妻の“恩愛の記”』 主婦と生活社、1996年7月 - 闘病日記と書簡、光代夫人の追悼記。

## 出演
※「 - 」は役名

### 映画
- 私、違っているかしら（1966年、日活） - 小池
- 情炎（1967年、松竹）
- 東宝8.15シリーズ（東宝）
  - 日本のいちばん長い日（1967年） - 井田正孝中佐
  - 激動の昭和史 沖縄決戦 （1971年） - 賀谷與吉中佐[5]
- 肉弾（1968年、ATG） - ひげの下士官
- 闇を裂く一発 (1968年)
- 斬る（1968年、東宝） - 田畑半次郎
- 濡れた二人（1968年、大映） - 野崎哲也
- 赤毛（1969年、東宝） - 一ノ瀬半蔵
- エロス+虐殺（1970年、ATG） - 辻潤
- 愛の化石（1970年、日活） - 日比野三郎
- 戦争と人間 第一部 - 第三部（1970年 - 1973年、日活） - 伍代英介
- 座頭市御用旅（1972年、東宝） - 相良伝十郎
- 旅の重さ（1972年、松竹） - 木村大三
- 吶喊（1975年、ATG） - 細谷十太夫
- 金環蝕（1975年、東宝） - 古垣常太郎
- 不毛地帯（1976年、東宝） - 警視庁捜査第二課長
- 日本の首領（1977年 - 1978年、東映） - 一宮恭夫
  - やくざ戦争 日本の首領（1977年）
  - 日本の首領 野望篇（1977年）
  - 日本の首領 完結篇（1978年）
- 青春の門 自立篇（1977年、東宝）
- 柳生一族の陰謀（1978年、東映） - 松平伊豆守
- 皇帝のいない八月（1978年、松竹） - 利倉保人
- ブルークリスマス（1978年、東宝） - 沢木
- 日本の黒幕（1979年、東映） - 加賀正樹
- 凶弾（1982年、松） - 井口本部長
- 小説吉田学校（1983年、東宝） - 池田勇人
- 熱海殺人事件（1986年、ジョイパックフィルム） - 飯山長官
- 漂流教室（1987年、東宝） - 大和島博士
- 恋人たちの時刻（1987年、東宝） - 桑山輝芳
- 戦場にかける橋2/クワイ河からの生還（1989年、イギリス映画） - 小沢船長
- 動天（1991年、東映） - 岩瀬肥後守忠震
- 曼荼羅 若き日の弘法大師・空海（1991年、東宝）
- 橋のない川（1992年、東宝） - 伊勢田宗則
- 寒椿（1992年、東映） - 多田宇一郎
- エイトマン すべての寂しい夜のために（1992年、リム出版） - 田中警視庁捜査一課長
- EAST MEETS WEST（1995年、松竹） - 木村摂津守
- きけ、わだつみの声 Last Friends（1995年、東映） - 大島教授
- 鬼平犯科帳 劇場版（1995年、松竹） - 佐嶋忠介 ※遺作

### テレビ作品
- ザ・ガードマン（TBS / 大映テレビ室）
  - 第44話「コンクリートの下」（1966年）
  - 第53話「雪崩」（1966年）
- 大河ドラマ（NHK総合）
  - 源義経（1966年） - 那須与一宗高
  - 天と地と（1969年） - 宇佐美定勝
  - 春の坂道（1971年） - 黒田長政
  - 花神（1977年） - 宮部鼎蔵
  - 春の波涛（1985年） - 山県有朋
  - 春日局（1989年） - 真田幸村
  - 太平記（1991年） - 桃井直常
- 三匹の侍 第6シリーズ 第24話「白刃有情」（1969年、CX） - 津山左近
- 見合い恋愛第2話「恋する年頃」（1969年、NTV / C.A.L）
- てるてる坊主（1971年、CX） - 山野辺翼
- 大忠臣蔵（1971年、NET / 三船プロ） - 毛利小平太
- 清水次郎長 第32話「子供に負けた用心棒」（1971年、CX / 東映）
- 笹沢左保 「峠」シリーズ / 中山峠に地獄を見た（1972年、CX / C.A.L） - 長次郎 （主演）
- 鬼平犯科帳 第2シリーズ 第22話「殺しの掟」（1972年、NET / 東宝） - 西村左内
- キイハンター 第221話「旅券001は必殺の番号」（1972年、TBS / 東映） - 氷室
- 銀河テレビ小説 / 若い人（1972年、NHK総合）
- 忍法かげろう斬り　(1972年、関西テレビ/ 東映） - 松平信綱
- ママはライバル（1972年 - 1973年、TBS） - 早乙女卓也
- 水戸黄門 第3部 第27話「夕映えの対決 -宮崎-」（1972年、TBS / C.A.L） - 保利十九二
- 怪談 第10話「雪おんな」（1972年、MBS） - 伊十郎
- 新書太閤記（1973年、NET） - 織田信長
- 江戸を斬る 梓右近隠密帳 第13話「巷談八百屋お七」（1973年、TBS / C.A.L） - 筆頭与力
- 荒野の素浪人 第2シリーズ 第13話「帰らざる宿」（1974年、NET / 三船プロ） - 堀田
- 帽子とひまわり(1974年、NHK総合） - 戸川英一
- 連続テレビ小説（NHK総合）
  - 鳩子の海（1974年 - 1975年）
  - おしん（1983年 - 1984年） - 田倉仁
- Gメン'75（TBS / 東映）
  - 第15話「密輸死体」（1975年） - 秋月元警部
  - 第44話「警視庁警視の妻の犯罪」（1976年） - 海部勝之警視
  - 第115話「午前0時 女のミステリー」（1977年） - 稲葉警部補
- 剣と風と子守唄 第11話「父娘の十字架」（1975年、NTV / 三船プロ） - 石丸勘解由
- 大都会 闘いの日々 第17話「約束」（1976年、NTV / 石原プロ） - 前島
- 子連れ狼 第3部 第12話「武衛流抱え撃ち」（1976年、NTV / ユニオン映画） - 稲葉重政
- 愛の哀しみ（1976年、NTV）- 真鍋
- ゆきずりの朝（1977年1月30日、CBC） - 刑事
- 柳生一族の陰謀（1978年） - 松平伊豆守
- 明日の刑事 第54話「わが子よ」（1978年、TBS / 大映テレビ）
- 薔薇海峡（1978年 - 1979年、TBS / 大映テレビ） - 飯倉淳一郎
- ドラマ人間模様（NHK総合）
  - 親と子と（1979年） - 亮介
- 87分署シリーズ・裸の街（1980年、CX / 松竹） - 林熊三警部
- さすらいの甲子園（1980年、NTV） - 谷沢
- 炎の犬（1981年、NTV） - 中江淳司
- 暴れん坊将軍シリーズ（ANB / 東映）
  - 吉宗評判記 暴れん坊将軍 第144話「御命焼酎一升にて候」（1981年） - 斉宮圭斉
  - 暴れん坊将軍III 第13話（SP）「将軍が消えた!? 吉宗暗殺の渦巻く紀州和歌山」（1988年） - 丹蔵
- 必殺シリーズ（ABC / 松竹京都）
  - 必殺仕舞人（1981年） - 晋松
  - 新・必殺仕舞人（1982年） - 晋松
  - 必殺仕切人（1984年） - 虎田龍之助
- はまなすの花が咲いたら（1981年 - 1982年、TBS） - 大方源吾
- 女たちの大坂城（1983年、YTV / 三船プロ） - 石田三成
- 時代劇スペシャル 無明剣走る（1983年、CX）- 柳沢吉保
- 啜り泣く石（1984年） - 中村警部補
- 木曜ファミリーワイド / 松本清張の蒼い描点（1983年、CX / 大映テレビ） - 白井良介
- 土曜ワイド劇場（ANB）
  - 家政婦は見た! 2（1984年） - 門倉英明
  - 笹沢左保の血の海（1988年） - 二階堂典也
  - 森村誠一の指名手配（1989年） - 国本数久
  - 仮面の人形（1989年）
  - 牟田刑事官事件ファイル13（1990年） - 山根真司
  - 牟田刑事官事件ファイル20（1995年） - 越川勇一
- 太陽にほえろ! 第610話「38時間」（1984年、NTV / 東宝） - 岩田雅吉
- 気分は名探偵 第9話「圭介の仁義なき戦い」（1984年、NTV / ユニオン映画） - 増尾完治
- 花王愛の劇場 / 娘が愛した人は（1985年、TBS）
- ヤヌスの鏡（1985年 - 1986年、CX / 大映テレビ） - 河本達之
- 火曜サスペンス劇場 (NTV) 役
  - 二度目のさよなら（1985年） - 鳥尾紀彦
  - 崩れる（1985年7月） - 鳥居司郎
  - 愛と欲望の虚飾（1986年10月）
  - 唐津火模様殺人事件（1987年）
  - 浅見光彦ミステリー（1987年 - 1990年） - 浅見陽一郎 
    - 平家伝説殺人事件（1987年9月8日）
    - 天城峠殺人事件（1987年12月1日）
    - 佐渡伝説殺人事件（1988年4月12日）
    - 美濃路殺人事件（1988年9月13日）
    - 越後路殺人事件（1989年1月10日）
    - 唐津佐用姫伝説殺人事件（1989年7月11日）
    - 備後路殺人事件（1990年1月16日）
    - 琵琶湖周航殺人歌（1990年7月3日）

  - 殺意の証明（1987年10月）
  - 陰の判決（1988年10月）
  - 疑惑の墓標（1989年7月）
  - 小京都ミステリー6「会津涙橋殺人事件」（1992年7月7日） - 中田虎之助
- 木曜ドラマストリート / 三姉妹探偵団（1986年、CX）
- 特捜最前線 第458話「終着駅の女III 東京駅・青山圭子の逃亡!」（1986年、ANB / 東映） - 北岡警視正
- 松本清張サスペンス・隠花の飾り 足袋（1986年5月、KTV / 松竹）
- 新春ワイド時代劇（TX）
  - 風雲江戸城 怒涛の将軍徳川家光（1987年、東映） - 由比正雪
  - 大忠臣蔵（1989年、松竹） - 色部又四郎
  - 天下の副将軍水戸光圀 徳川御三家の激闘（1992年、松竹） - 徳川頼房
  - 徳川武芸帳 柳生三代の剣（1993年、松竹） - 島左近
- 化身（1987年、CX）
- 若大将天下ご免! 第40話「旅立ちに風はやさしく」（1987年、ANB / 東映） - 江川太郎左衛門
- 三匹が斬る! 第3話「仇討ちの、乙女も愛でよ秋花火」（1987年、ANB / 東映） - 平田勘兵衛
- 大岡越前 第10部 第26話「辻斬り三葉葵の陰謀」、第27話「将軍吉宗暗殺計画」（1988年、TBS / C.A.L） - 堀田蔵人
- はぐれ刑事純情派 第1シリーズ 第4話「ビデオ女優を探せ」（1988年、ANB / 東映） - 東竜寺繁
- 京都サスペンス / 妻たちのパスポート けがれを流す賀茂の水（1988年10月17日、KTV）
- 鬼平犯科帳（1989年 - 1995年、CX / 松竹京都） - 佐嶋忠介
- 鞍馬天狗 （1990年 - 1991年、TX / 松竹） - 近藤勇
- 君だけに愛を（1991年、NTV） - 緒方剛三
- 金曜ドラマシアター「NASA〜未来から落ちてきた男〜」（1991年8月23日、CX） - 畑俊六元帥
- さよならをもう一度（1992年、CX） - 岡崎健三
- ドラマ新銀河（NHK総合）
  - 大阪で生まれた女やさかい（1993年） - 銭村平次
- TBS大型時代劇スペシャル（TBS）
  - 天下を獲った男 豊臣秀吉（1993年） - 柴田勝家
  - 大忠臣蔵（1994年） - 吉田忠左衛門
- 誘惑の夏（1993年7月 - 9月、THK / 東宝） - 麻川英之
- 愛の天使（1994年7月 - 9月、THK / 東宝）

### その他のテレビ番組
- ブーフーウー（NHK総合） - オオカミ[初代]
- チロリン村とくるみの木（NHK総合） - カマキリ先生［2代目］

### ラジオドラマ
- 日本沈没 （1973年 - 1974年、毎日放送制作、ニッポン放送系列放送） - 中田

### CM
- 新ライオデント （1994年、ライオン）
- 球磨焼酎「繊月（）」シリーズ

### 舞台
- 花の館（1970年） - 足利義政
- 沢氏の二人娘
- おりき